# Leptorchestini
Leptorchestini è una tribù di ragni appartenente alla sottofamiglia Spartaeinae della famiglia Salticidae dell'ordine Araneae della classe Arachnida.

## Distribuzione
Dei sei generi oggi noti di questa tribù, quattro sono diffusi in Africa; uno, Leptorchestes, dall'Europa all'Asia centrale e Sarindoides in Brasile.

## Tassonomia
A giugno 2011, gli aracnologi riconoscono sei generi appartenenti a questa tribù:
- Araegeus Simon, 1901 — Africa meridionale (2 specie)
- Depreissia Lessert, 1942 — Borneo, Congo (2 specie)
- Enoplomischus Giltay, 1931 — Africa (2 specie)
- Kima Peckham & Peckham, 1902 — Africa (5 specie)
- Leptorchestes Thorell, 1870 — dall'Europa al Turkmenistan, Algeria (6 specie)
- Sarindoides Mello-Leitão, 1922 — Brasile (1 specie)